# Vendegies-au-Bois
Vendegies-au-Bois település Franciaországban, Nord megyében. Lakosainak száma 479 fő (2022. január 1.). Vendegies-au-Bois Neuville-en-Avesnois, Beaurain, Bousies, Croix-Caluyau, Forest-en-Cambrésis, Poix-du-Nord, Romeries és Solesmes községekkel határos.

## Népesség
A település népessége az elmúlt években az alábbi módon változott:
| Lakosok száma | 497  | 496  | 504  | 487  | 488  | 488  | 483  | 484  | 479  |
|               | 2013 | 2015 | 2016 | 2017 | 2018 | 2019 | 2020 | 2021 | 2022 |